# Milchsammelstück

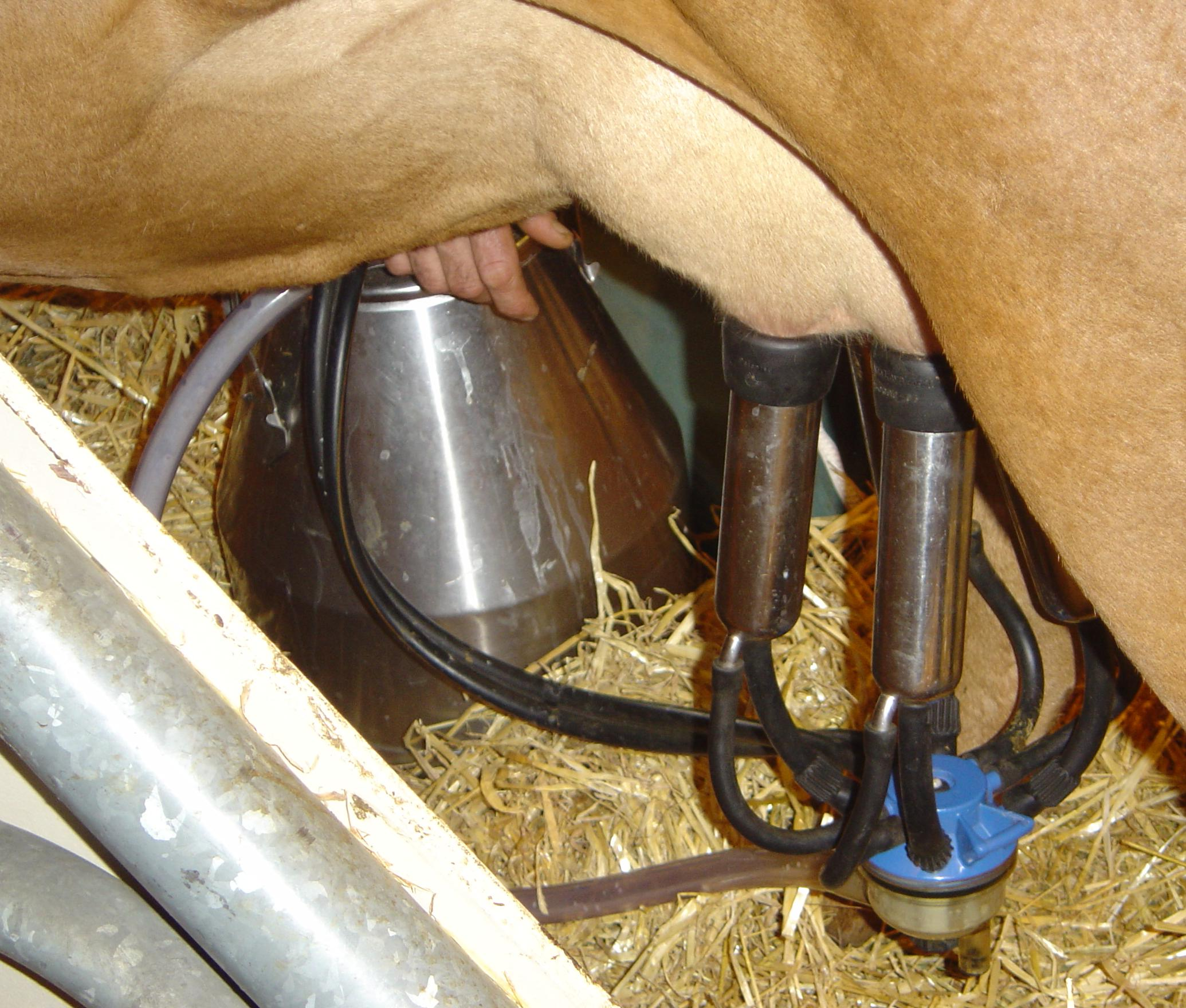
Melkzeug mit vier Melkbechern und blauem Milchsammelstück

Das Milchsammelstück ist ein Teil einer Melkmaschine. Es ist mit kurzen Melkschläuchen mit den Melkbechern verbunden, welche auf die Zitzen eines Nutztieres geschoben werden. Nach der Saugphase läuft die Milch durch die kurzen Milchschläuche in den Behälter und wird dort gesammelt und weitertransportiert. Melkbecher, Milchschläuche und Milchsammelstück werden zusammen als Melkzeug bezeichnet.